# Флаг Чернушинского городского поселения
Флаг муниципального образования Черну́шинское городское поселение Чернушинского муниципального района Пермского края Российской Федерации — опознавательно-правовой знак, служащий официальным символом муниципального образования.
Ныне действующий флаг утверждён 18 февраля 2011 года решением Думы Чернушинского городского поселения № 188 и внесён в Государственный геральдический регистр Российской Федерации с присвоением регистрационного номера 6831.

## История
Первый флаг города Чернушки (Чернушинского района) был утверждён Решением Земского Собрания Чернушинского района от 17 августа 2001 года № 117 «О флаге города Чернушки (Чернушинского района)». Описание флага гласило:
Флаг города Чернушки (Чернушинского района) является официальным символом города Чернушки (Чернушинского района).
Флаг представляет собой прямоугольное двухстороннее полотнище белого цвета, вдоль горизонтальных краёв — каймы лазоревого цвета, ширина каждой каймы составляет 10 % от ширины флага. На лицевой и оборотной стороне в центре — изображение герба города Чернушки с внешним обрамлением, занимающим 1/3 полотнища.

Отношение ширины флага к его длине 2:3.
Белое поле (серебро) обозначает символ чистоты и надежды: чистота помыслов жителей Чернушинского района.
Лазоревые каймы (синий цвет) обозначают верность, бесконечное (небесное) пространство, преданность, вечность, духовную и интеллектуальную жизнь.
В символике металлов серебро — лунный знак, а луна несёт изобилие, обновление и возрождение.
Соединение синего (лазоревого) цвета и белого (серебро) являет собой соединение стихии воды (синий) с космосом (луна), что даёт благо земледельцам и возрождение к обеспеченной жизни.
26 сентября 2008 года, решением Земского Собрания Чернушинского муниципального района № 95, был утверждён флаг Чернушинского муниципального района и решение от 17 августа 2001 года было признано утратившим силу.
18 февраля 2011 года, решением думы Чернушинского городского поселения № 188, был утверждён ныне действующий флаг Чернушинского городского поселения.

## Описание
«Прямоугольное полотнище жёлтого цвета с отношением ширины к длине 2:3, несущее вдоль нижнего края волнообразную чёрную полосу в 1/5 ширины полотнища, а в центре — изображение композиции из герба городского поселения: стены с приоткрытыми воротами; изображение выполнено в чёрном и красном цветах».

## Обоснование символики
Город Чернушка образован в 1966 году. Название своё получил от речки Чернушка, что отражено на флаге чёрной волнистой полосой. Кроме того, название города показано через чёрные металлические ворота, которые открыты, что означает одновременно: пограничность территории города («южные ворота Прикамья») и гостеприимство его жителей.
Стена на флаге — знак, определяющий городской статус поселения.
Чёрный цвет — символ мудрости, стабильности, постоянства.
Жёлтый цвет (золото) — символ богатства, достатка, воли, постоянства.
Красный цвет — символ трудолюбия, красоты, праздника.